# Thomas Bond
Dr. Thomas Bond (Somerset, 1841. október 7. – 1901. június 6.) angol sebész, egyes vélemények szerint az első bűnügyi profilozó. Legismertebb az 1888-as év hírhedt Hasfelmetsző-nyomozásában betöltött jelentős szerepéről.

## Korai évek
Thomas Bond Somersetben született. Anyai nagybátyja, Dr. McCann növendéke volt, mielőtt a King’s College London felsőoktatási intézményben és a King's College London kórházban szerzett volna gyakorlatot. Itt arany fokozatot szerzett a Londoni Egyetemen, mint a sebészet bakalárja. 1864-ben a Királyi Sebészkollégium tagja lett, az orvostudomány bakalárjaként végzett 1865-ben, majd 1866-ban a Királyi Sebészkollégium beltagja lett. 1866-ban csatlakozott a porosz hadsereghez, ahol részt vett a betegek ápolásában a kolerajárvány idején. A Porosz–osztrák–olasz háború alatt sikerült eljuttatnia egy sürgönyt a porosz hadseregtől az osztrák vonalakon át az olasz vonalakig.

## Orvosi pálya
Visszatérve Londonba Bond Westminsterben praktizált, 1867-ben kinevezték a Fővárosi Rendőrség A csoportja sebészének. Több sikertelen próbálkozás után állást kapott a Westminster Kórházban 1873-ban, és további pályafutását ott is töltötte, először mint sebészasszisztens, 1895-től pedig sebész.
Mint a Fővárosi Rendőrség sebésze sok fontos nyomozásban vett részt, köztük 1887 és 1889 között Mary Jane Kelly, Kate Webster, Percy Lefroy Mapleton, vagy a „torzó gyilkosságok” ügyében. Mások mellett ő vizsgálta Rose Mylett és Alice Mackenzie holttesteit. Bondot az egyik legjobb orvosi tanúként jellemezték, mert bizonyítékai mindig egyértelműek voltak. Őt tekintik az első profilozónak, aki a bizonyítékok és bűnjelek alapján jellemzést ad az elkövetőről. 1889-ben Hasfelmetsző Jackről készített bűnözői profilt.

## Hasfelmetsző-gyilkosságok
1888. október 25-én Robert Anderson nyomozó megkérte Dr. Bondot, hogy vizsgálja meg a Hasfelmetsző-üggyel kapcsolatos anyagokat. Levelében mellékelte a Mary Ann Nichols, Annie Chapman, Elizabeth Stride és Catherine Eddowes meggyilkolásáról gyűjtött bizonyítékokat, és Bond véleményét kérte. Bond két héten át vizsgálta a dokumentumokat, és 1888. november 10-én válaszolt Andersonnak. Mary Jane Kellyt előző reggel ölték meg, így Bond a következő nap nagy részét az ő boncolásával töltötte.
Bond jelentése:
„Alázattal jelentem, hogy elolvastam a jegyzeteket a négy whitechapeli gyilkossággal kapcsolatban, úgymint:
1. Buck's Row (Nichols)
2. Hanbury Street (Chapman)
3. Berner's Street (Stride)
4. Mitre Square (Eddowes)

Szintén elvégeztem a Dorset Streeten tegnap talált nő megcsonkított maradványainak vizsgálatát (Kelly).
1. Kétségtelen, hogy mind az öt gyilkosságot ugyanaz a kéz követte el. Az első négy áldozat torkát balról jobbra elvágták. Az utolsó esetben a kiterjedt csonkítások miatt lehetetlen megmondani, hogy milyen irányban történt a végzetes vágás, de artériás vért találtak a falra fröccsenve azon a helyen, ahol a nő fejének feküdnie kellett.
2. A gyilkosságok összes körülménye arra a véleményre vezet engem, hogy a nők feküdtek, amikor meggyilkolták őket, és minden esetben a torkukat vágták el először.
3. A négy gyilkosság esetében, melynek csak a feljegyzéseit láttam, nem tudok határozott véleményt nyilvánítani azzal kapcsolatban, hogy mennyi idő telt el a gyilkosságok és a holttestek felfedezése között.
A Berner Street-i esetnél úgy tűnik, szinte azonnal a tett után találtak rá a holttestre. A Buck's Row-n, Hanbury Street-en és Mitre Square-en történt gyilkosságok esetében három-négy óra telhetett el. A Dorset Street-i esetben érkezésem idején, hajnali kettő órakor, a holttest az ágyon feküdt, teljesen meztelenül és megcsonkítva, ahogy a mellékelt jelentésben is benne van:
A hullamerevség már beállt, de a vizsgálat során tovább fokozódott. Ebből nehéz megmondani teljes bizonyossággal a pontos időt, ami a halála óta eltelt, mivel az időtartam 6-12 óra közötti lehet, mire a merevség beáll. Két órakor a test viszonylag hideg volt, és nemrégen elfogyasztott étel maradványai voltak a gyomorban és a belekben. Emiatt bizonyos, hogy a nő nagyjából tizenkét órája lehetett halott, a részben megemésztett ételek azt mutatják, hogy a halál az étel gyomorba kerülése után három vagy négy órával következett be, így hajnali egy vagy két óra lehet a gyilkosság vélhető ideje.
4. Minden esetben úgy tűnik, hogy nincs bizonyíték küzdelem jeleire, és a támadások valószínűleg olyan hirtelen történtek, és olyan helyzetben, hogy az asszonyok sem ellenállni, sem kiáltani nem tudtak. A Dorset Street esetben a nő fejének jobb oldalán a lepedőt elvágták és vér borította, ami azt jelzi, hogy talán a nő arcát azzal takarták el a támadás során.
5. A négy első esetben a gyilkos jobb oldalról támadta meg áldozatát. A Dorset Street-e esetben elölről vagy balról, mivel nem volt hely a gyilkos számára a fal és az ágy azon része között, ahol a nő feküdt. Ismételem, a vér a nő jobb oldalán folyt le és a fröccsent a falra.
6. A gyilkosra nem feltétlenül fröccsent vagy terítette be a vér, de a kezei, karjai és ruhájának egy része biztosan maszatos volt a vértől.
7. A csonkítás minden esetben, kivéve a Berner Street-it, azonos jellegű volt, és világosan látszott, hogy minden gyilkosságnál a csonkítás volt a cél.
8. A csonkításokat minden esetben olyan személy végezte, aki nem rendelkezett tudományos vagy anatómiai ismeretekkel. Véleményem szerint még egy hentes vagy lómészáros technikai tudásával sem rendelkezik, sem bármely olyan személy tudásával, aki elhullott állatokat szokott feldarabolni.
9. A gyilkos eszköz egy legalább 15 cm hosszú erős kés lehet, nagyon éles, a tetején hegyes, és körülbelül 2,5 cm széles. Lehet egy bicska, mészáros kés, vagy sebész kés. Szerintem kétségtelenül egy egyenes kés volt.
10. A gyilkos minden bizonnyal nagy fizikai erővel, hidegvérrel és merészséggel rendelkezik. Nincs bizonyíték arra, hogy lenne cinkosa. Véleményem szerint olyan ember, akinél rendszeres időközönként tör elő a gyilkos és erotikus mánia. A csonkítások jellege azt mutatja, hogy az ember talán a „satyriasis” állapotában lehet. Természetesen lehetséges, hogy a gyilkos ösztön okozója egy bosszúszomjas vagy elborult elme, vagy vallási mánia is lehet az eredeti betegség, de egyik elméletet sem tartom valószínűnek. A gyilkos külső megjelenésében valószínűleg egy nyugodt arcú, ártalmatlan kinézetű és jól öltözött férfi. Azt hiszem, vélhetően köpenyt vagy kabátot szokott viselni, különben nem tudott volna észrevétlenül elmenekülni a utcán a kezén vagy ruháján látható vér miatt.
11. Feltételezve, hogy a gyilkos egy ilyen személy, ahogy azt eddig jellemeztem, vélhetően magányos és különc személy, nagy valószínűséggel nincs állandó foglalkozása, csak egy kisebb jövedelem vagy nyugdíj. Vélhetően tekintélyes személyek között él, akik valamennyire ismerik jellemét és szokásait, és akikben esetleg felmerül annak gyanúja, hogy agyával időnként nincs minden rendben. Az ilyen személyek valószínűleg nem hajlandók közölni gyanújukat a rendőrséggel amiatt, hogy bajba kerülnek vagy ismertté válnak, azonban esetleg egy kilátásba helyezett jutalom leküzdheti az aggályaikat.
Maradok tisztelettel,
Thos. Bond”

## Késői évek
Lelkes vadászként Bond lovagolt és szarvas vadászatokon is részt vett. Rendszeresen volt bíró lovasbemutatókon.
1901-ben Bond öngyilkosságot követett el, kiugrott hálószobája ablakán. Ennek oka a hosszú ideje fennálló álmatlanság, amit középkora óta meglévő fájdalom okozott, és amelyet ő narkotikumokkal kezelt. Thomas Bondot Somersetben, az Orchard Portman temetőben helyezték nyugalomra.